# Arrondissement de Diakhao
L'arrondissement de Diakhao (sérère : Jaxaaw) est l'un des arrondissements du Sénégal. Il est situé à l'est du département de Fatick, dans la région de Fatick.
Il comprend cinq communautés rurales :
- Communauté rurale de Diakhao[2]
- Communauté rurale de Diaoulé
- Communauté rurale de Mbéllacadiao
- Communauté rurale de Ndiob
- Communauté rurale de Thiaré Ndialgui (2011)[3]

Son chef-lieu est Diakhao.